# 1512
1512 (MDXII) var ett skottår som började en torsdag i den julianska kalendern.

## Händelser

### Januari
- Januari
  - Ett möte är planerat att hållas i Arboga för att lösa Sveriges interna problem. Mötet blir dock inställt på grund av att Svante Nilsson (Sture) dör genom slaganfall (2 januari detta år eller 31 december 1511).
  - Erik Trolle väljs till Sveriges riksföreståndare.

### April
- 11 april (Påskdagen) – Halvön Florida upptäcks av spanjorerna.
- 23 april – Ett möte hålls mellan Sverige och Danmark i Malmö.

### Juli
- 23 juli – Sten Sture den yngre väljs till svensk riksföreståndare efter att ha gått med på rådets krav, varvid Erik Trolle alltså avsätts från posten.

### September
- 29 september - Den första kända noteringen om zigenare införs i Sverige, i Stockholms stads tänkebok. 30 familjer under "greve Antonius och hans grevinna" mottas.

### Okänt datum
- Kriget mellan Sverige och Danmark blossar åter upp, men de första åren sköts kriget mest på förhandlingsbordet.
- Ett möte hålls med danskarna: Sverige skall antingen erkänna Hans som kung eller betala böter.
- Hansan sluter fred med Danmark och får betala ett stort skadestånd.
- Erik Trolle gifter sig med Karin Eriksdotter (Gyllenstierna) dotter till Erik Eriksson (Gyllenstierna) den yngre.

## Födda
- 5 mars – Gerhard Mercator, nederländsk geograf.
- 10 april – Jakob V, kung av Skottland 1513–1542.
- Augusti – Katarina Parr, drottning av England 1543–1547 (gift med Henrik VIII) (född omkring detta år)
- Nils Stensson Sture, son till Sten Sture den yngre

## Avlidna
- 2 januari – Svante Nilsson (Sture), svensk riksföreståndare sedan 1504.[1] (död detta datum eller 31 december 1511).
- 22 februari – Amerigo Vespucci, italiensk köpman och sjöfarare som fick Amerika uppkallat efter sig.
- 15 augusti – Imperia La Divina, romersk kurtisan.

### Fotnoter
1. ↑  Det hände i dag